# Мирное (Добропольский район)
Ми́рное (укр. Мирне; до 2016 г. — Ле́нина, до 1917 г. — Чебарня) — село на Украине, находится в Добропольском районе Донецкой области.
Код КОАТУУ — 1422088805. Население по переписи 2001 года составляет 315 человек. Почтовый индекс — 85033. Телефонный код — 6277.

## Адрес местного совета
85033, Донецкая обл., Добропольский р-н, с. Шиловка, ул. Шевченко, 1, 9-82-19.